# Institut für Theologie und Internationale Beziehungen
Das Institut für Theologie und Internationale Beziehungen (russisch Дагестанский гуманитарный институт Dagestanski gumanitarny institut, wiss. Transliteration Dagestanskij gumanitarnyj institut "Dagestanisches Geisteswissenschaftliches Institut"; engl. Institute of Theology and International Relations (ITIR)) ist eine nicht-staatliche höhere dagestanische Bildungseinrichtung.

## Geschichte
Die muslimische Bildungseinrichtung wurde 2004 gegründet und befindet sich in der Stadt Machatschkala, Republik Dagestan. Die Gesamtzahl der in Bachelor-, Fach- und Masterstudiengängen eingeschriebenen Studierenden beträgt 823 (Stand: ca. 2020). Zusammen mit dem russischen Fonds zur Unterstützung der islamischen Kultur, Wissenschaft und Bildung (Fond podderschki islamskoi kultury, nauki i obrasowanija) und der Russischen Islamischen Universität (in der Stadt Kasan, Republik Tatarstan) hatte das Institut für Theologie und Internationale Beziehungen das Wissenschafts- und Bildungszentrum Al Wassatyja (russisch Научно-просветительский центр «Аль-Васатыя») in der russischen Hauptstadt Moskau gegründet, wobei das gegründete Zentrum vertraglich mit dem Internationalen Wasatiyya-Zentrum (International Center al-Wasatiyya) in Kuwait verbunden ist. Das auch als International Moderation Centre (Abk. IMC) bekannte Zentrum in Kuwait ist wiederum eine mit dem kuwaitischen Ministerium für religiöse Stiftungen und Islamische Angelegenheiten verbundene Organisation.
Der ermordete und posthum von Präsident Medwedew ausgezeichnete Maksud Sadikov (1963–2011) war Rektor des Instituts für Theologie und Internationale Beziehungen, das eine Kombination aus islamisch-religiöser Ausbildung und weltlichen Fächern anbietet, wobei Männer und Frauen getrennt unterrichtet werden.
Sadikov hatte sich entschieden gegen den Wahhabismus ausgesprochen.